# Ferdinand Jühlke

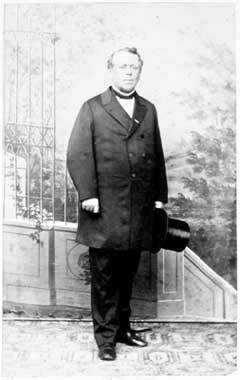
Ferdinand Jühlke

Johann Bernhard Ferdinand Jühlke (* 1. September 1815 in Barth; † 12. Juni 1893 in Potsdam) war ein deutscher Gartenbau-Lehrer, Gartenbau-Autor und Gartengestalter.

## Jugend und Ausbildung
Ferdinand Jühlke wurde als drittes Kind des Tischlers Johann Martin Jühlke und dessen Ehefrau Dorothea Ilsabe, geborene Sandhof, in Barth in Neu-Vorpommern geboren. Seine Eltern ließen sich kurz nach seiner Geburt scheiden; sein Vater heiratete 1818 erneut, aus dieser Ehe ging eine Halbschwester Jühlkes hervor.
Ferdinand Jühlke besuchte die Höhere Bürgerschule seiner Geburtsstadt. Sein Onkel, der die Gärtnerei eines Rittergutes in der Nähe leitete, führte Jühlke schon früh an die praktische Gärtnerei heran und weckte sein Interesse für den Garten- und Obstbau.
Im Jahr 1830 begann Jühlke deshalb eine Ausbildung zum Gärtner im Botanischen Garten der Universität Greifswald. Dessen Leiter, der Professor für Naturgeschichte und Botanik an der Universität Greifswald, Christian Friedrich Hornschuch, versuchte sowohl in der Lehre als auch in der Gestaltung des botanischen Gartens auf der einen Seite wissenschaftliche, botanische und auf der anderen Seite künstlerisch-ästhetische Aspekte des Gartenbaus zu vereinen. So sollte der botanische Garten nicht allein wissenschaftlichen Studienzwecken dienen, sondern auch breiten Kreisen der Bevölkerung die Freude an der Gartenkultur nahebringen. 1831 gründete Hornschuch eine Lehranstalt für Gartenarbeiter, zu deren ersten Absolventen Jühlke gehörte.
Schon während seiner Ausbildung legte Jühlke großen Wert darauf, auch Kenntnisse in den gartenbaulichen Hilfswissenschaften zu erlangen, weshalb er Privatunterricht in Botanik, Physik, Mathematik und Vermessungstechnik nahm. Während der Zeit in Greifswald entwickelte sich eine enge Freundschaft zu dem Gärtner Langguth, der für Jühlke zum Mentor und Berater wurde.

## Tätigkeit an der Königlichen Landwirtschaftlichen Akademie Eldena
Hornschuch empfahl Jühlke 1834 als akademischen Gärtner an der Königlichen Staats- und landwirtschaftlichen Akademie Eldena bei Greifswald. Als Leiter der Lehr- und Versuchsgärten betreute Jühlke hier den botanischen Garten, die Obstbaumschule und die Versuchsfelder. Diese Anlagen dienten zum einen als Hilfsmittel für den Unterricht in den Fächern Botanik und Pflanzenkunde, für den die Studenten Herbarien und Pflanzensammlungen
anlegten, und zum anderen für Züchtungsversuche und die Erprobung neuer Kultursorten und -verfahren. Jühlke stand in engem Kontakt mit verschiedenen Handelsgärtnereien, Baumschulen und Botanischen Gärten, aus denen er Pflanzgut und Samen bezog, um Neuzüchtungen für den Anbau unter den norddeutschen Klimabedingungen zu erproben.
Als Gärtner erteilte Jühlke an der Akademie zunächst nur praktischen Unterricht in den Fächern Obstbaumzucht und -veredlung. Ab dem Wintersemester 1843/44 hielt er auch Vorlesungen im Fach Gartenbaulehre und übernahm 1846 den neu geschaffenen Lehrstuhl für Gartenbau, wodurch er die Gartenbaulehre als eigenständigen Fachbereich an der Akademie etablieren konnte.
Neben dem Unterricht an der Landwirtschaftsakademie trug Jühlke auch durch seinen zahlreichen Publikationen in Fachzeitschriften, durch die Organisation von Landwirtschaftsausstellungen und durch sein Engagement in landwirtschaftlichen Vereinen zur Verbreitung gartenbaulicher Erkenntnisse bei. Er engagierte sich im Baltischen Verein zur Förderung der Landwirtschaft und gehörte 1845 zu den Gründungsmitgliedern des Gartenbauvereins für Neuvorpommern und Rügen, dessen Sekretär er auch bis 1858 war.
In Eldena lernte er Otto von Bismarck kennen, der die Akademie während seiner Militärzeit besuchte, um landwirtschaftliche Kenntnisse für die geplante Bewirtschaftung der Familiengüter zu erwerben. Mit Bismarck pflegte Jühlke eine lebenslange Freundschaft und beriet ihn oft in gartenbaulichen Fragen.
Sein eigenes Wissen erweiterte er durch Studienreisen. 1844 bereiste er Deutschland und Belgien, 1853 besichtigte er Gärtnereien und Gärten in England, Schottland, Belgien, Holland, Frankreich und Süddeutschland.
Im Jahr 1854 wurde er zum Königlichen Gartenbauinspektor ernannt.
Jühlke veröffentlichte 1856 die erste Pomologische Beschreibung der Apfelsorte Pommerscher Krummstiel, die vermutlich bereits um 1800 in Mecklenburg entstanden ist.

## Handelsgärtnerei F. Jühlke, Erfurt
1858 entschloss er sich, aus dem Staatsdienst auszuscheiden; ein Angebot, als Direktor des Kaiserlichen Gartens nach Tiflis zu gehen, lehnte er ab. Stattdessen übernahm er am 1. September 1858 die bereits seit 1833 bestehende Handelsgärtnerei C. Appelius in Erfurt. Das Unternehmen war in der Erfurter Andreasvorstadt angesiedelt. Neben den renommierten Handelsgärtnereien von Ernst Benary, J. C. Schmitz und N.L. Chestensen gehörte Jühlkes Handelsgärtnerei bald zu den wirtschaftlich erfolgreichsten Gartenbauunternehmen in Erfurt.
In Erfurt leistete Jühlke ein großes ehrenamtliches Engagement. Schon 1860, nur zwei Jahre nach seinem Umzug, wurde er zum Direktor des Erfurter Gartenbauvereins gewählt und wurde im gleichen Jahr in die Erfurter Freimaurerloge Carl zu den drei Adlern aufgenommen. Er war Mitglied der Erfurter Stadtverordnetenversammlung und wurde 1861 durch den Finanzminister zum Mitglied der Bezirkskommission für die Regulierung der Grundsteuer ernannt.
Auch als Handelsgärtner unternahm er weiterhin Studienreisen, die ihn im Sommer 1860 nach Österreich, Böhmen, Mähren, Ungarn und Schlesien führten, wo er verschiedene Gärtnereien besuchte, um Anregungen für sein eigenes Unternehmen zu sammeln.
Jühlke steckte viel Energie und Engagement in den Ausbau seiner Handelsgärtnerei; 1862 verlieh ihm König Wilhelm I. das Prädikat Königlicher Hofgarten-, Sämereien- und Pflanzenlieferant.
Im Juni 1864 wurde Jühlke zum Kommissar der Deutschen Ackerbau-Gesellschaft in Hamburg ernannt und zum Präsidenten der Jury für landwirtschaftliche Produkte erwählt.
Als Vorsitzender des Erfurter Gartenbauvereins engagierte sich Jühlke bei der Organisation der Allgemeinen deutschen Ausstellung von Produkten des Land- und Gartenbaues, die vom 9. bis 17. September 1865 in Verbindung mit dem II. Kongress deutscher Gärtner, Botaniker und Gartenfreunde zur Lösung wichtiger Fragen auf dem Gebiet des Gartenbaues in Erfurt stattfand. Hauptorganisator der Veranstaltung war der Erfurter Handelsgärtner Franz Carl Heinemann. Aufgrund des großen internationalen Erfolges der Ausstellung verlieh ihm das Preußische Ministerium für Landwirtschaft, Domänen und Forsten 1865 den Titel Königlich Preußischer Gartenbaudirektor.
Im Rahmen der Organisation der Gartenbauausstellung kam es allerdings zu einer persönlichen Auseinandersetzung zwischen Jühlke und Heinemann, weshalb Jühlke sich entschloss, sein Amt als Direktor des Erfurter Gartenbauvereins zum Ende des Jahres 1865 niederzulegen.

## Königlicher Hofgartendirektor

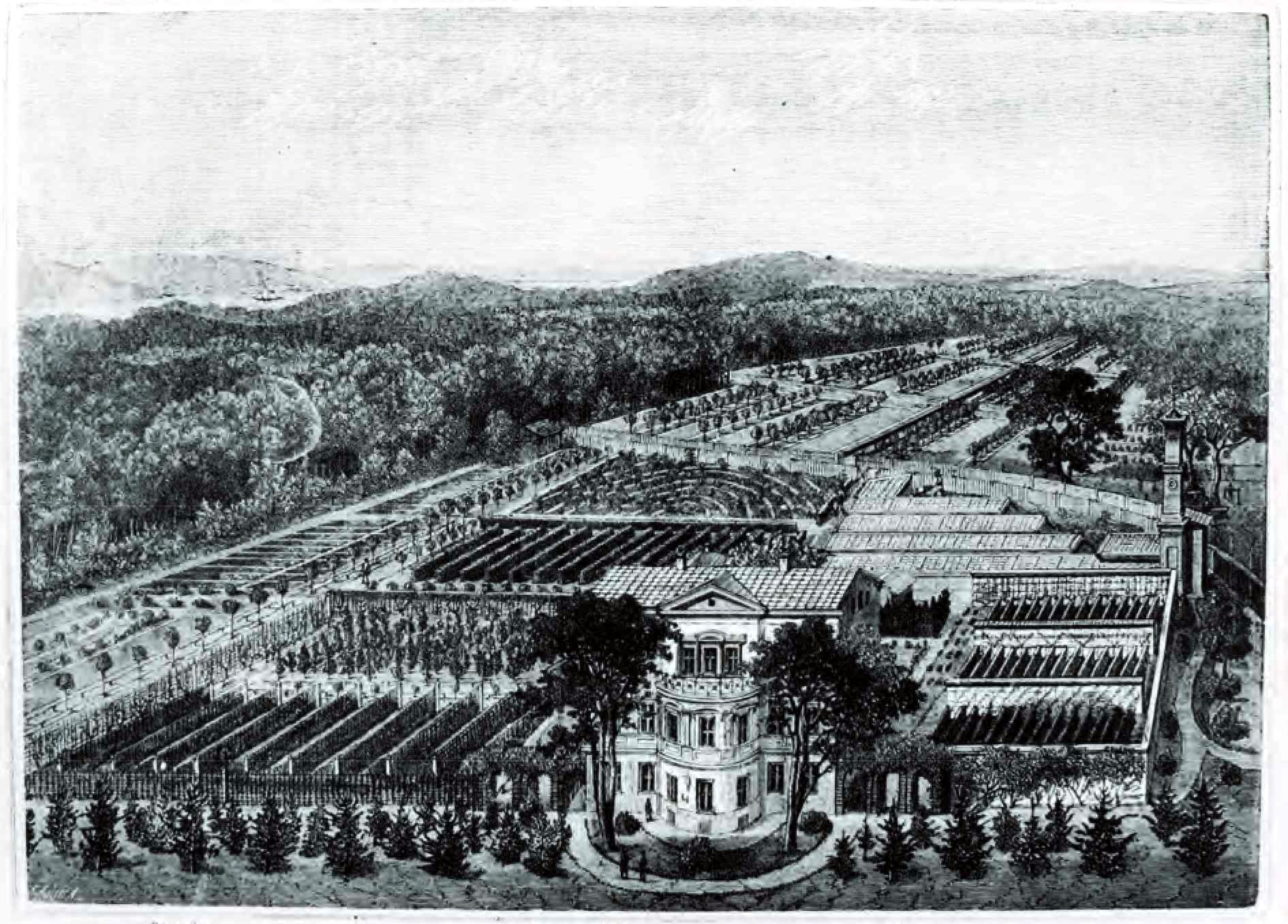
Ansicht der Königlichen Gärtner-Lehranstalt in Potsdam-Wildpark (um 1880)

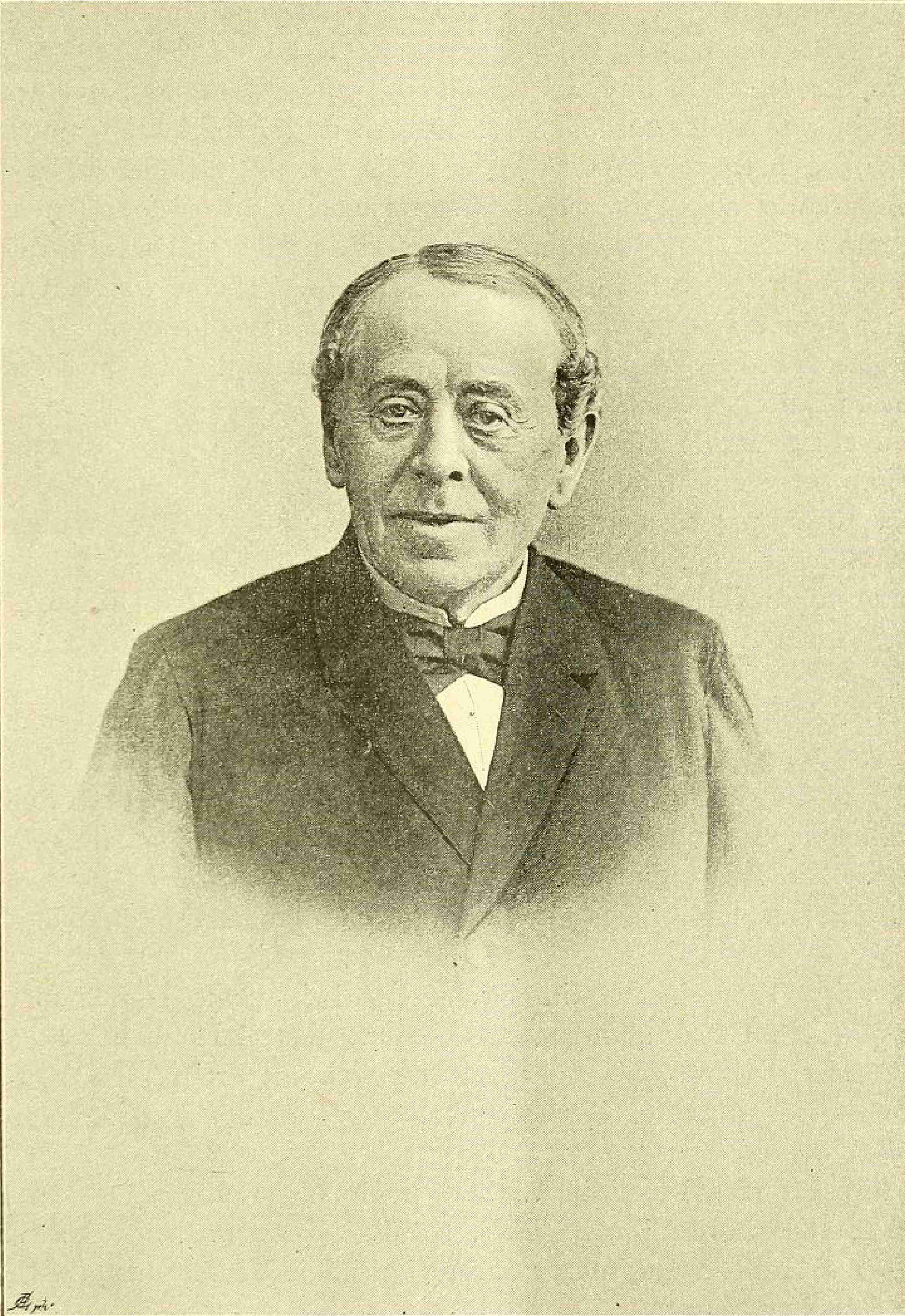
Ferdinand Jühlke (um 1890)

Nach dem Tod des bisherigen Hofgartendirektors Peter Joseph Lenné im Januar 1866 berief Wilhelm I. Ferdinand Jühlke zum 1. April 1866 zum Königlichen Hofgartendirektor. Jühlke trug damit die Verantwortung für die Verwaltung, Pflege und Erhaltung der königlichen Gärten in ganz Preußen, zu denen neben den Gärten in Potsdam auch Besitzungen im Rheinland und in Hessen gehörten. Mit der Position des Hofgartendirektors war auch die Leitung der Königlichen Landesbaumschule in Alt-Geltow sowie der Königlichen Gärtnerlehranstalt am Wildpark bei Potsdam, Preußens höchster Bildungsstätte für den Gartenbau verbunden.
Die Erfurter Handelsgärtnerei wurde daraufhin durch Carl Putz übernommen, einem langjährigen Mitarbeiter, dem Jühlke gestattete, das Unternehmen unter dem Firmennamen F. Jühlke Nachfolger weiter zu führen.
Als Nachfolger von Peter Joseph Lenné führte er wesentliche Reformen in der Ausbildung in der Gartenbaulehre an der Königlichen Gärtnerlehranstalt durch. Der Gartenbau hatte sich inzwischen gegenüber der Landwirtschaft zu einem ökonomisch eigenständigen Gewerbezweig entwickelt. Die Gartenbaulehre musste auf die damit veränderten Anforderungen und die zunehmenden Spezialisierung des Erwerbsgartenbaus in die Sparten Zierpflanzenbau, Gemüsebau, Obstbau und Arzneimittelpflanzenanbau Rechnung.
Auch die ihm unterstellte Landesbaumschule strukturierte er zu einem marktfähigen Unternehmen um.
Neben den Entwürfen für königliche und adlige Gärten, die Jühlke in seiner Funktion als Hofgartendirektor anfertigte, plante er auch zahlreiche kommunale und private Gärten und Parkanlagen, so für die Eisenacher Villa des mecklenburgischen Volksdichters Fritz Reuter, mit dem Jühlke eine enge Freundschaft verband. Für seine Heimatstadt Barth gestaltete er 1871 die Neuen Anlagen und in der Regierungsstadt Stralsund verwirklichte er nach der Aufhebung des Festungscharakters der Stadt in den 1880er Jahren die Idee eines Bürgerparks. Die vormals zu Verteidigungszwecken genutzten Wallanlagen wurden architektonisch umgestaltet und durch Alleen und Promenaden miteinander verbunden.
Am 26. Oktober 1882 wurde Jühlke zum Ehrenmitglied der Potsdamer Johannisloge Teutonia zur Weisheit im Orient ernannt. Im Jahr 1880 beendete der die Unterrichtstätigkeit an der Gärtnerlehranstalt.
Am 1. April 1884 beging Jühlke sein fünfzigjähriges Dienstjubiläum als Gärtner, 1891 sein fünfundzwanzigjähriges Dienstjubiläum als Königlicher Hofgartendirektor. Am 1. Juli des gleichen Jahres wurde er pensioniert und legte damit alle seine Ämter nieder.
Jühlke war Mitglied in zahlreichen gartenbaulichen und naturwissenschaftlichen Vereinen und Gesellschaften, so im Deutschen Pomologenverein und der Königlichen Akademie gemeinnütziger Wissenschaften zu Erfurt.
Ferdinand Jühlkes Fachwissen war unter seinen Kollegen sehr hoch geschätzt, so fungierte er immer wieder auf nationalen und internationalen Gartenbauausstellungen als Preisrichter und Kommissar.

## Familie

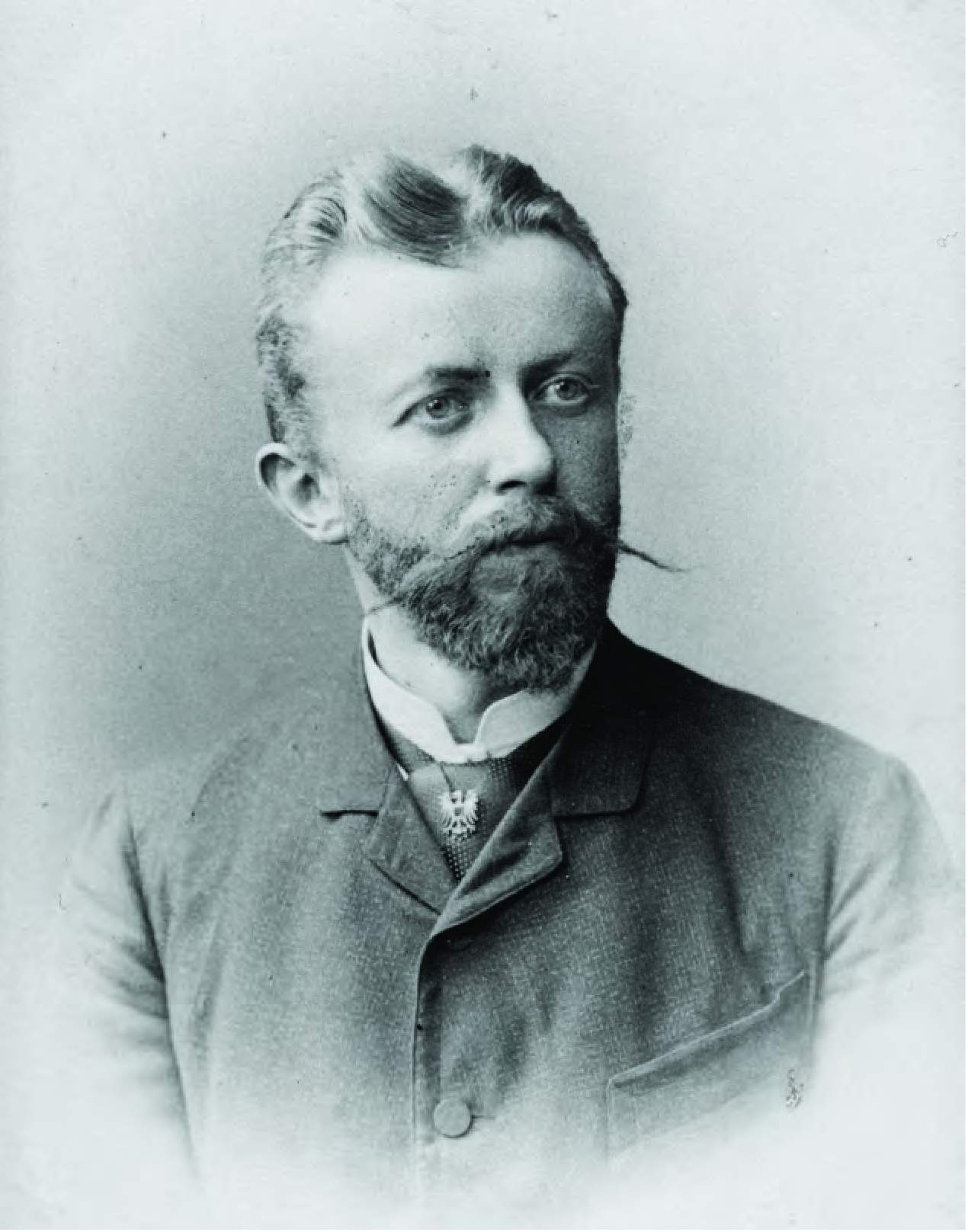
Carl Ludwig Jühlke (1856–1886)

Ferdinand Jühlke heiratete 14. Mai 1841 Maria Johanna Caroline Bladt, die Tochter eines Tanzlehrers aus seiner Heimatstadt Barth. Am 17. Januar 1852 wurde die erste Tochter Betty geboren. Am 6. September 1856 kam sein Sohn, der spätere Afrikaforscher Karl Ludwig Jühlke, in Eldena zur Welt. Als drittes Kind wurde im Jahr 1861 die Tochter Margarethe geboren.
Seine Tochter Betty starb am 18. Dezember 1882 nach der Geburt ihres ersten Kindes im Kindbett.
Der Sohn Karl Ludwig, der zunächst Rechtswissenschaften studiert hatte, beteiligte sich 1884 an der Gründung der Gesellschaft für deutsche Kolonisation von Graf Behr-Bandelin und Carl Peters. Er nahm im Herbst 1884 an der ersten Expedition der Gesellschaft nach Ostafrika teil. Im Frühjahr 1885 reiste er erneut nach Ostafrika, um für die Gesellschaft weitere Gebiete zu erwerben. Am 1. Dezember 1886 wurde er in Kismaju durch einen Somali ermordet.
Jühlke ließ auf dem Neuen Potsdamer Friedhof einen Gedenkstein für seinen Sohn errichten. Er zog sich finanziell aus den Kolonialgeschäften zurück und veräußerte Optionen auf Land im Kilimandscharogebiet, um bewusst ein Engagement seiner Enkel, den Kindern seiner Tochter Margarethe, in den Kolonien zu verhindern.
Ferdinand Jühlke starb am 12. Juni 1893. Er wurde in der Erbbegräbnisstätte der Familie Jühlke beigesetzt, die heute auf dem Neuen Friedhof in Potsdam zu besichtigen ist.

## Ehrungen
- Seine Heimatstadt Barth ernannte ihn 1884 zum Ehrenbürger.
- Für seine Verdienste auf dem Gebiet des Gartenbaus erhielt er 1865 die von König Wilhelm I. gestiftete Große Goldene Staatsmedaille sowie die Goldene Medaille König Karls von Württemberg.[1]
- Während seiner Tätigkeit als Königlicher Hofgartendirektor wurden Ferdinand Jühlke zahlreiche Auszeichnungen verliehen, so der Kronen-Orden III. Klasse (1872), das Ritterkreuz des Kaiserlich-Österreichischen Franz-Josef-Ordens (1872), das Kommandokreuz des Ordens der Königlichen Italienischen Krone (1873), das Komturkreuz II. Klasse des Königlich-Schwedischen Wasa-Ordens (1874), der Rote Adler-Orden III. Klasse mit Schleife (1876) und das Ritterkreuz I. Klasse des Herzoglich-Anhaltinischen Hausordens Albrechts des Bären (1876), das Ritterkreuz des Hohenzollernschen Hausordens (1884), das Ehrenkreuz des Großherzoglich-Mecklenburgischen Greifen-Ordens (1890) und der Königliche Kronenorden II. Klasse (1891).

## Schriften

### Als Autor
- Herbarium, welches die für den Landwirth wichtigsten Futtergräser … enthielte. Selbstverlag, Eldena 1842.
- Bericht über die erste Neuvorpommersche Fruchtausstellung vom 30. September bis 8. Oktober 1845: ein Beitrag zur Kenntniß der in Neuvorpommern cultivirten Gemüse angepflanzten Obstsorten ... Königl. Regierungs-Buchdr., Stralsund 1846.
- Andeutungen über die Bewirthschaftung und Anordnung landwirthschaftlicher Hausgärten mit Rücksicht auf Cultur-Versuche. In: Jahrbücher der Königlich-Preußischen staats- und landwirthschaftlichen Academie Eldena. Band 1, Koch, Greifswald 1848, S. 193–239.
- Die botanischen Gärten: mit Rücksicht auf ihre Benutzung und Verwaltung. Hamburg 1849, enthält: Ein Commentar zu den Bemerkungen über die Führung von botanischen Gärten ...
- Andeutungen über Versuche im Gartenbau und Beobachtungen über das Wachsthum und die Ausbildung der Kartoffel mit Rücksicht auf die Bedeutung der Mutter-Knolle. In: Jahres-Bericht des Gartenbau-Vereins für Neu-Vorpommern und Rügen. Jg. 6./7. Hache, Greifswald 1852.
- Beiträge zur Naturgeschichte der Forstpflanzen und der in den Gärten vorkommenden einheimischen und fremden Holzarten. Verf., Greifswald 1854.
- Fortschritte des landwirthschaftlichen Gartenbaues während der letzten zehn Jahre. Wiegandt, Berlin 1854.
- Bericht über die Frucht- und Blumen-Ausstellung in Eldena zur 400jährigen Jubelfeier der Königlichen Universität Greifswald: veranstaltet vom Gartenbau-Verein für Neuvorpommern und Rügen am 17., 18., 19. und 20. Oktober 1856. Verf., Greifswald 1856.
- Die Zustände des Gartenbaues vor 100 Jahren in Neuvorpommern und Rügen: ein Beitrag zur geschichtlichen Entwickelung desselben. Hache, Eldena 1858. urn:nbn:de:gbv:9-g-4881039 (Digitalisat in der Digitalen Bibliothek Mecklenburg-Vorpommern)
- Mittheilungen über einige Gärten des Oesterreichischen Kaiserstaates. Kittler, Hamburg 1861.
- Der Rosengarten auf der Pfaueninsel: Ein Vortrag. [gehalten im Verein für die Geschichte Potsdams am 29. Juni 1870]. Krämersche Buchdr., Potsdam 1870.

### Als Herausgeber
- Gartenbuch für Damen: Praktischer Unterricht in allen Zweigen der Gärtnerei besonders in der Kultur, Pflege, Anordnung und Erhaltung des ländlichen Hausgartens. 1. Auflage. Bosselmann, Berlin 1857.
- Die Königliche Landesbaumschule und Gärtnerlehranstalt zu Potsdam: geschichtliche Darstellung ihrer Gründung, Wirksamkeit und Resultate nebst Cultur-Beiträgen. Wiegandt & Hempel, Berlin 1872.
- Eduard von Schmidlin: Schmidlin’s Blumenzucht im Zimmer. Illustrierte Prachtausgabe. 2. Auflage. Berlin, 1873.